# Please, Don't Touch Anything
『Please, Don't Touch Anything』（プリーズ ドント タッチ エニシング）は、ロシアのインディーゲームスタジオFour Quartersが開発し、BulkyPixとPlug In Digitalが販売したパズルゲーム。2015年3月26日にSteamにてMicrosoft Windows、macOS、Linux向けに、2015年10月21日にiOS向けにリリースされた。Escalation Studiosと共同開発し、バーチャルリアリティーをサポートしたリメイク版『Please, Don't Touch Anything 3D』は、2016年12月7日にSteamにてMicrosoft WindowsおよびmacOS向けにリリースされた。2018年11月22日に、Nintendo Switch向けに移植した拡張版『Please, Don't Touch Anything: Classic』がヨーロッパと北アメリカでリリースされ、グラフィックとその他のソリューションがアップデートされている。

## システム
主人公はその同僚がトイレ休憩に行く際、不思議な部屋に閉じ込められる。その部屋にはコントロールパネルがあり、それに触れないよう同僚から命令されるが、プレイヤーは部屋の説明ポスターを読んでパネルを操作する方法を学べたり、様々なアクションを組み合わせることで、多くのエンディングのロックを解除することができる。ゲームのエンディングは、ユーモラスなものからプロビデンスの目がプレイヤーを見つめるといったものなど、大きく異なる。

## 評価
本作は、Metacriticから全般的に肯定的なレビューを受けている。
PC Gamerのタイラー・ワイルドは、ゲームを「楽しい小さなパズルボックス」と呼んでいるが、『Papers, Please』や『The Stanley Parable』などのゲームと同様にその物語がもっと「面白い」ものであって欲しいと述べ、「意味はない」と述べている。
Gamezeboのロブ・リッチは、アートスタイルは「楽しい」と述べているが、パズルは「鈍感」であり「ゲームプレイに肉がほとんどない」と感じている。
ポケットゲーマーのアリシア・ジャッジは、iOS版に「Silver Award」を授与し、「きちんとしたドット絵のパッケージで楽しいゲームプレイを提供した」と述べている。
デストラクトイドのジェド・ウィテカーは、VRのリメイク版は価格の「盗用」であり、プレイヤーを「笑わせて飛び跳ねさせる」だろうと語っている。